# Simon Aspelin
Simon Aspelin, född 11 maj 1974 i Saltsjöbaden, är en svensk högerhänt före detta professionell tennisspelare som enbart satsade på dubbel.
Han utsågs i oktober 2007 av en kommitté inom Svenska Tennisförbundet till årets tennissvensk.
Aspelin är uppvuxen i Borlänge.

## Tenniskarriären
Simon Aspelin blev professionell spelare på ATP-touren 1998 och har gjort sig mest känd som en god dubbelspelare. Han har vunnit 10 dubbeltitlar på touren inklusive en Grand Slam-titel. Han rankades som bäst i dubbel som nummer 7 (mars 2008). Han har spelat ytterligare 15 dubbelfinaler. Aspelin har spelat in $2 025 264 US dollar i prispengar. Han föredrar hardcourt-underlag, men är skicklig också på grus.
I september 2007 vann Aspelin i par med österrikaren Julian Knowle sin första Grand Slam-titel genom finalseger i US Open över det tjeckiska spelarparet Lukas Dlouhy och Pavel Vizner. Aspelin blev därmed efter Stefan Edberg, Anders Järryd och Jonas Björkman den fjärde svenske spelaren som vunnit dubbeltiteln i US Open. Med Knowle har Aspelin vunnit 4 dubbeltitlar och tre med australiske spelaren Todd Perry. Sin första ATP-titel i dubbel, 2000 i Marseille, vann han med svensken Johan Landsberg.
Simon Aspelin vann den 15 augusti 2008, tillsammans med Thomas Johansson, dubbelsemifinalen i de Olympiska sommarspelen 2008 i Peking.
Matchen spelades mot Llodra/Clement från Frankrike och Aspelin/Johansson vann med 7-6(6), 4-6, 19-17. Matchen pågick i nästan fem timmar. OS-finalen spelades 16 augusti mot det schweiziska paret Federer/Wawrinka. Schweizarna vann efter 3-1 i set och Aspelin/Johansson belönades med en silvermedalj vilket är det hittills bästa resultatet för svensk tennis i OS
Aspelin har 2001 och 2005-08 representerat Sverige i Davis Cup som dubbelspelare i par med Jonas Björkman och Robert Lindstedt (en match). De har totalt spelat 9 matcher och vunnit 2 av dem. Aspelin avslutade sin karriär den 17 juli 2011, när han förlorade dubbelfinalen i Båstad.

## Grand Slam- finaler, dubbel (1)

### Titlar (1)
| År   | Mästerskap | Partner       | Finalmotståndare          | Setsiffror |
| 2007 | US Open    | Julian Knowle | Lukáš Dlouhý Pavel Vízner | 7-5, 6-4   |

## Övriga dubbeltitlar påATP-touren
- 2000 - Marseille
- 2003 - St. Poelten, Båstad
- 2005 - Delray Beach, Memphis
- 2006 - St. Petersburg
- 2007 - Poertschach, Halle, Båstad
- 2009 - Hamburg
- 2010 - Dubai